# Alpinobombus
Sous-genre
Alpinobombus est un sous-genre de bourdons appartenant au genre Bombus. 
Liste des espèces de ce sous-genre : 
- Bombus alpinus
- Bombus balteatus
- Bombus hyperboreus
- Bombus neoboreus
- Bombus polaris